# Инасиу, Аугушту
Аугу́шту Суа́реш Ина́сиу (порт. Augusto Soares Inácio; род. 1 февраля 1955, Лиссабон) — португальский футболист, левый защитник. Тренер.
Один из немногих, кто был чемпионом Португалии и как игрок, и как тренер. За 20 лет карьеры тренера побывал во многих странах и клубах Португалии.

## Клубная карьера
Инасиу провёл всю свою молодёжную и начал профессиональную карьеру в лиссабонском «Спортинге». В 1982 году, в возрасте 27 лет, подписал контракт с «Порту». С «драконами» Инасиу завоевал несколько национальных чемпионатов и кубков. Также является финалистом Кубка обладателей кубков УЕФА 1983/84 и победителем Кубка европейских чемпионов 1986/87
Дебют за сборную Португалии состоялся 5 декабря 1976 года в матче квалификации на чемпионат мира 1978 года против сборной Кипра (2:1). Всего за сборную провёл 25 матчей. Участник Чемпионата мира 1986 года в Мексике. Принял участие только в последнем матче групповой стадии, отыграв все 90 минут встречи против Марокко (1:3).

## Карьера тренера
После карьеры игрока Аугушту начал карьеру тренера. Одним из первых клубов был «Порту», тогда он был одним из помощником английского специалиста Бобби Робсона. Был тренером лиссабонского «Спортинга» с 1999 по 2001 года. В сезоне 1999/00 помог «Спортингу» впервые за 18 лет стать чемпионом Португалии. Он также тренировал «Шавеш», «Маритиму», «Витория» (Гимарайнш) и «Бейра-Мар».
В сезоне 2005/06 Инасиу помог «Бейра-Мару» стать чемпионом Сегунда лиги и выйти Лигу Сагриш. Но Аугушту был уволен после девяти матчей, в которых «Бейра-Мар» набрал 6 очков. После отправился в греческий «Ионикос». Был уволен 15 января 2007 года после серьёзного поражения от «Панатинаикоса».
Через десять дней Инасиу стал тренером иранского «Фулада». Несмотря на вылет клуба в Лигу Азадеган, Аугушту продлил контракт с клубом на следующий сезон. В мае 2008 года стал главным тренером ангольского «Интера» из Луанды. Летом 2009 года был уволен.
13 сентября того же года вернулся в Португалию и на один год стал тренером «Навала». В том сезоне клуб до Инасиу набрал только 1 очко в 4 матчах, но в итоге сезон завершил на 8 месте.
В конце января 2012 года Инасиу подписал контракт с румынским клубом «Васлуй».
В ноябре 2016-го принял начал тренировать клуб Морейренсе с 12-го по 26-й туры, после которого 20 марта 2017 года был уволен за плохие результаты.
18 декабря 2019 года назначен главным тренером клуба бразильской Серии B «Аваи» на сезон 2020.

## Достижения

### Как игрок
- Обладатель Кубка европейских чемпионов: 1986/87
- Обладатель Суперкубка Европы: 1987
- Обладатель Межконтинентального кубка: 1987
- Чемпион Португалии:1979/80, 1981/82, 1984/85, 1985/86, 1987/88
- Обладатель Кубка Португалии: 1977/78, 1981/82, 1983/84, 1987/88
- Обладатель Суперкубка Португалии: 1984, 1985, 1987
- Финалист Кубка обладателей кубков: 1983/84

### Как тренер
- Чемпион Португалии:1999/00
- Чемпион Сегунда лиги: 2005/06